# U-524
| U-524                      | U-524                                                                      | U-524                                                                      |
| -------------------------- | -------------------------------------------------------------------------- | -------------------------------------------------------------------------- |
|                            |                                                                            |                                                                            |
|                            |                                                                            |                                                                            |
|                            |                                                                            |                                                                            |
| Під прапором               | Третій рейх                                                                | Третій рейх                                                                |
| Спуск на воду              | 30 квітня 1942 року                                                        | 30 квітня 1942 року                                                        |
| Виведений зі складу флоту  | 22 березня 1943 року                                                       | 22 березня 1943 року                                                       |
| Сучасний статус            | затоплений                                                                 | затоплений                                                                 |
| Проєкт                     |                                                                            |                                                                            |
| Тип ПЧ                     | Дизельний підводний човен                                                  | Дизельний підводний човен                                                  |
| Основні характеристики     |                                                                            |                                                                            |
| Швидкість (надводна)       | 18,3 вузла                                                                 | 18,3 вузла                                                                 |
| Швидкість (підводна)       | 7,3 вузла                                                                  | 7,3 вузла                                                                  |
| Гранична глибина занурення | 230 м                                                                      | 230 м                                                                      |
| Екіпаж                     | 48 осіб                                                                    | 48 осіб                                                                    |
| Розміри                    |                                                                            |                                                                            |
| Довжина найбільша (по КВЛ) | 76,8 м                                                                     | 76,8 м                                                                     |
| Ширина корпусу найб.       | 6,8 м                                                                      | 6,8 м                                                                      |
| Висота                     | 9,6 м                                                                      | 9,6 м                                                                      |
| Середня осадка (по КВЛ)    | 4,7 м                                                                      | 4,7 м                                                                      |
| Водотоннажність надводна   | 1120 т                                                                     | 1120 т                                                                     |
| Озброєння                  |                                                                            |                                                                            |
| Артилерія                  | 1 × 88-мм палубна гармата SK C/32                                          | 1 × 88-мм палубна гармата SK C/32                                          |
| Торпедно- мінне озброєння  | 4 носових і два кормових ТА. 22 торпеди або 44 міни TMA чи 66 TMB          | 4 носових і два кормових ТА. 22 торпеди або 44 міни TMA чи 66 TMB          |
| ППО                        | 1 × 37-мм зенітна гармата SKC/30 2 (1 × 2) × 20-мм зенітні гармати FlaK 30 | 1 × 37-мм зенітна гармата SKC/30 2 (1 × 2) × 20-мм зенітні гармати FlaK 30 |

U-524 — німецький підводний човен типу IXC, часів  Другої світової війни.
Замовлення на будівництво човна було віддане 14 лютого 1940 року. Човен заклали на верфі «Deutsche Werft AG» у Гамбурзі 7 серпня 1941 року під заводським номером 339, спущений на воду 30 квітня 1942 року, 8 липня 1942 року увійшов до складу 4-ї флотилії. Також за час служби перебував у складі 10-ї флотилії. Єдиним командиром човна був капітан-лейтенант барон Вальтер фон Штайнекер.
За час служби човен зробив 2 бойових походи, в яких потопив 2 (загальна водотоннажність 16 256 брт) судна.
Потоплений 23 березня 1943 року в Північній Атлантиці південніше Мадейри (30°15′ пн. ш. 18°13′ зх. д. / 30.250° пн. ш. 18.217° зх. д.) глибинними бомбами американського бомбардувальника «Ліберейтор». Усі 52 члени екіпажу загинули.

## Потоплені та пошкоджені кораблі[3]
| Назва          | Тип            | Належність      | Дата            | Тоннаж (БРТ) | Вантаж                                                                          | Статус    | Місце                                                       |
| Empire Spenser | танкер         | Велика Британія | 8 грудня 1942   | 8 194        | 10 000 т палива                                                                 | потоплено | 57°04′ пн. ш. 36°01′ зх. д. / 57.067° пн. ш. 36.017° зх. д. |
| Wyoming        | вантажне судно | Франція         | 15 березня 1943 | 8 062        | 5 000 т генеральних вантажів включно з провізією, медикаментами та сталеві мати | потоплено | 40°18′ пн. ш. 28°56′ зх. д. / 40.300° пн. ш. 28.933° зх. д. |